# Michael Baader
Michael Baader (* 1956 in Lossburg) ist ein deutscher Koch.

## Werdegang
In den 1980er Jahren kochte Baader bei Dieter Müller in den Schweizer Stuben in Wertheim. 
Seit 1989 ist er Küchenchef im Restaurant Bel Etage im Gast- und Kulturhaus Teufelhof in Basel. Drei Jahre danach wurde das Restaurant einen Michelinstern ausgezeichnet, der bis auf 2012 erneut verliehen wurde.

## Veröffentlichung (Mitwirkung)
- Adalbert Schmitt: Hinter der Promenade. Kulinarische Souveniers. Mit Kochrezepten von Dieter Müller und Michael Baader, 1987.
- Raphael Wyniger (Herausgeber): Aus Teufels Küche: 25 Köche, 25 Jahre Teufelhof. Friedrich Reinhardt 2014, ISBN 978-3724519799.